# Куклин, Михаил Михайлович
Михаи́л Миха́йлович Ку́клин (1845—1896) — русский этнограф и детский писатель.

## Биография
Сын и брат дьякона. Учился в Никольском духовном училище; в 1869 году окончил Вологодскую духовную семинарию. Сдав экзамен на звание учителя, преподавал русский язык в Яренске — в уездном училище и женской прогимназии.
В 1875 году окончил Санкт-Петербургский учительский институт и некоторое время преподавал в городском училище Архангельска. Вернувшись в 1877 году в Вологду, прожил там до конца жизни; был учителем Вологодского городского училища, состоя в нём с 1893 года также инспектором. Также он сотрудничал в «Вологодских губернских ведомостях» и занимался этнографией Вологодской губернии, собирая обычаи, песни и другие памятники местного народного творчества.
Писал рассказы для детей: «Бурёнушка» (М., 1896; М., 1904), «Мишук» (М., 1897), «Ёжики», «Зайчики», «Андрюша Рогалев», которые были помещены в журналах «Детский отдых» и «Игрушечка», а затем изданы Ступиным.
Также он составил несколько учебных пособий и руководств, в частности — учебник географии для городских училищ и учебник минералогии.
Умер 7 (19) ноября 1896 года в Вологде.